# Ferrières, Liège
Ferrièreslà một đô thị ở tỉnh Liège. Tại thời điểm ngày 1 tháng 1 năm 2006 Ferrières có dân số 4.449 người. Tổng diện tích là 56.90 km² với mật độ dân số 78 người trên mỗi km².

## Các làng
- My (pro. MEE)
- Vieuxville
- Werbomont
- Xhoris